# Agglomération de la région de Compiègne
L'Agglomération de la région de Compiègne (ARC) est une ancienne communauté d'agglomération française située dans le département de l'Oise et la région Hauts-de-France.

## Histoire
Le 10 décembre 1970, un arrêté préfectoral crée le SIVOM de Compiègne, qui regroupe la ville de Compiègne et dix communes situées géographiquement autour.
Ce SIVOM, qui compte alors quatorze communes, est transformé en  communauté de communes : la Communauté de communes de la région de Compiègne (CCRC) par arrêté préfectoral du 23 décembre 1999, qui a pris effet le 1er janvier 2000.
Celle-ci se transforme, par arrêté préfectoral du 9 décembre 2004, en communauté d'agglomération : l'Agglomération de la région de Compiègne, avec effet au 1er janvier 2005.
Le 1er janvier 2006, la commune de Bienville, seule commune du canton de Compiègne-Nord non adhérente, adhère à l'Agglomération de la région de Compiègne.
Dans le cadre des dispositions de la loi portant nouvelle organisation territoriale de la République (Loi NOTRe) du 7 août 2015, qui prévoit que les établissements publics de coopération intercommunale (EPCI) à fiscalité propre doivent avoir un minimum de 15 000 habitants, le préfet de l'Oise a publié en octobre 2015 un projet de nouveau schéma départemental de coopération intercommunale, qui prévoit la fusion de plusieurs intercommunalités, et notamment de la communauté d’agglomération de la région de Compiègne et de la communauté de communes de la Basse Automne, permettant ainsi la création d'un nouvel EPCI de 22 communes et 81 226 habitants. Cette fusion avait déjà été envisagée dans le cadre du schéma départemental de coopération intercommunale (SDCI) de 2011.
La nouvelle intercommunalité, la Communauté d'agglomération de la Région de Compiègne et de la Basse Automne, est créée le 1er janvier 2017, ce qui se traduit au 1er trimestre 2017 par l'extension du service de transport à la demande Allotic aux communes de l'ancienne Basse Automne et devrait permettre l'augmentation des dotations d’État.

## Territoire communautaire

### Composition
En 2016, la communauté d'agglomération regroupait 16  communes des anciens cantons de Compiègne-Nord, Compiègne-Sud-Est et Compiègne-Sud-Ouest :
| Nom                  | Code Insee | Gentilé               | Superficie (km2) | Population (dernière pop. légale) | Densité (hab./km2) |
| -------------------- | ---------- | --------------------- | ---------------- | --------------------------------- | ------------------ |
| Compiègne (siège)    | 60159      | Compiégnois           | 53,1             | 40 808 (2022)                     | 769                |
| Armancourt           | 60023      | Armancourtois         | 2,03             | 531 (2022)                        | 262                |
| Bienville            | 60070      | Bienvillois           | 3,51             | 489 (2022)                        | 139                |
| Choisy-au-Bac        | 60151      | Cosaciens             | 15,86            | 3 386 (2022)                      | 213                |
| Clairoix             | 60156      | Clairoisiens          | 4,7              | 2 220 (2022)                      | 472                |
| Lachelle             | 60337      | Lachellois            | 9,07             | 807 (2022)                        | 89                 |
| Lacroix-Saint-Ouen   | 60338      | Croisés-Saintodoniens | 20,83            | 5 175 (2022)                      | 248                |
| Janville             | 60323      |                       | 0,94             | 635 (2022)                        | 676                |
| Jaux                 | 60325      | Jauens                | 8,63             | 2 240 (2022)                      | 260                |
| Jonquières           | 60326      | Jonquièrois           | 7,32             | 600 (2022)                        | 82                 |
| Margny-lès-Compiègne | 60382      | Margnotins            | 6,66             | 8 700 (2022)                      | 1 306              |
| Le Meux              | 60402      | Ulmeusiens            | 7,8              | 2 310 (2022)                      | 296                |
| Saint-Jean-aux-Bois  | 60579      | Solitaires            | 25,21            | 341 (2022)                        | 14                 |
| Saint-Sauveur        | 60597      | Saint-Salvatoriens    | 16,5             | 1 752 (2022)                      | 106                |
| Venette              | 60665      | Venettiens            | 8,45             | 2 776 (2022)                      | 329                |
| Vieux-Moulin         | 60674      | Vieux-Moulinois       | 17,65            | 600 (2022)                        | 34                 |

### Démographie
| 1968   | 1975   | 1982   | 1990   | 1999   | 2008   | 2013   | 2014   |
| ------ | ------ | ------ | ------ | ------ | ------ | ------ | ------ |
| 48 692 | 57 637 | 61 921 | 67 168 | 69 301 | 71 879 | 70 970 | 71 335 |

## Administration

### Siège
Le siège de l'intercommunalité était situé à l'hôtel-de-Ville de Compiègne, 29 place de l'Hôtel-de-Ville.

### Élus
La Communauté de communes était administrée par son Conseil communautaire, composé  de 47 conseillers communautaires, plus 11 suppléants, qui sont des conseillers municipaux représentant chacune des communes membres.
Le Conseil communautaire du 17 avril 2014 a réélu son président, Philippe Marini, sénateur-maire de Compiègne, ainsi que ses 10 vice-présidents et 12 autres membres du bureau, qui constituent l'exécutif de la communauté pour le mandat 2014-2020. Il s'agit de :
vice-présidents
1. Bernard Hellal, maire de Margny-lès-Compiègne ;
2. Laurent Portebois, élu de Clairoix ;
3. Jean-Claude Granier, élu de Saint-Sauveur ;
4. Jean Desessart, élu de Lacroix-Saint-Ouen ;
5. Jean-Noël Guesnier, élu de Choisy-au-Bac ;
6. Jean-Pierre Leboeuf, élu de Saint-Jean-aux-Bois ;
7. Éric Bertrand, élu d'Armancourt ;
8. Éric de Valroger, élu de Compiègne ;
9. Michel Foubert, élu de Compiègne ;
10. Nicolas Leday, élu de Compiègne ;

autres membres du bureau
- Éveline Le Chapellier, élue de Le Meux ;
- Pascal Seret, élu de Lachelle ;
- Claude Dupront, élu(e) de Bienville ;
- Béatrice Martin, élu de Vieux-Moulin ;
- Bernard Delannoy, élu de Venette ;
- Arielle François, élue de Compiègne ;
- Anne-Marie Vivé, élue de Compiègne ;
- Éric Verrier, élu de Compiègne ;
- Marc Ressons, élu de Margny-lès-Compiègne ;
- Robert Hardivilliers, élu de Jaux ;
- Philippe Boucher, élu de Janville ;
- Jean-Claude Chireux, élu de Jonquières[12]

### Liste des présidents
| Période          | Période    | Identité        | Étiquette   | Qualité                                                                      |
| ---------------- | ---------- | --------------- | ----------- | ---------------------------------------------------------------------------- |
| 30 décembre 1970 | avril 1983 | Jean Legendre   |             | maire de Compiègne L'intercommunalité était alors un SIVOM                   |
| avril 1983       | 2005       | Michel Woimant  | RPR         | 1er adjoint de Compiègne L'intercommunalité était alors un SIVOM puis une CC |
| janvier 2005     | 2016       | Philippe Marini | UMP puis LR | sénateur-maire de Compiègne Réélu pour le mandat 2014-2020                   |

### Compétences
La communauté d'agglomération exerçait les compétences qui lui ont été transférées par les communes membres, dans les conditions fixées par le code général des collectivités territoriales.

### Régime fiscal
La CAC était un établissement public de coopération intercommunale à fiscalité propre.
Afin de financer l'exercice de ses compétences, et comme toutes les communautés d'agglomération, elle percevait la fiscalité professionnelle unique (FPU) – qui a succédé à la taxe professionnelle unique (TPU) – et assure une péréquation de ressources entre les communes résidentielles et celles dotées de zones d'activité.
Elle percevait également la taxe d'enlèvement des ordures ménagères (TEOM), qui finance le fonctionnement de ce service public.

## Projets et réalisations

### Transport en commun
L'agglomération était compétente depuis 2005 en matière de transport en commun. Elles était l'autorité organisatrice de transport urbain des  transports intercommunaux du Compiégnois, dont le réseau d'autobus comprend cinq lignes urbaines et cinq lignes périurbaines.
Leur usage est gratuit pour les usagers, sauf le dimanche et les jours fériés, où deux lignes spécifiques fonctionnent avec une tarification d'un euro par voyage.